# Équipe du Japon de rink hockey
L'équipe du Japon de rink hockey est la sélection nationale qui représente le Japon en rink hockey. Elle a remporté à 5 reprises le Championnat d'Asie de rink hockey.

## Sélection actuelle
| # | Joueur | Poste |
|   |        |       |
|   |        |       |
|   |        |       |
|   |        |       |
|   |        |       |
|   |        |       |
|   |        |       |
|   |        |       |
|   |        |       |
|   |        |       |
|   |        |       |